# Bulan
Bulan – miejscowość i gmina we Francji, w regionie Oksytania, w departamencie Pireneje Wysokie.
Według danych na rok 1990 gminę zamieszkiwały 93 osoby, a gęstość zaludnienia wynosiła 27 osób/km² (wśród 3020 gmin regionu Midi-Pireneje Bulan plasuje się na 970. miejscu pod względem liczby ludności, natomiast pod względem powierzchni na miejscu 1614.).